# Hatsepszut
Henemetamon Hatsepszut, uralkodói nevén: Maatkaré, görögösen: Amesszisz (i. e. 1509 körül, ur. kb. i. e. 1479 – i. e. 1458) az ókori egyiptomi XVIII. dinasztia ötödik fáraója, I. Thotmesz leánya. Féltestvére és egyben férje, II. Thotmesz halála után először régensként uralkodott mostohafia, a még gyermek III. Thotmesz helyett, majd magához ragadta a hatalmat és királynak kiáltotta ki magát. Közel 22 éven át volt Egyiptom fáraónője.
Testvérének tizenhárom éves uralkodása alatt Hatsepszut a királynék hagyományos címeit viselte, továbbá felvette „az isten felesége” címet is: ezt elsőként a dinasztia egyik ősanyja, Ahmesz-Nofertari viselte, és azóta öröklődött a családban. Egy korabeli sztélén alakja szerényen meghúzódik férje és anyja, Ahmesz mellett. Első, ebben az időben készült, nem túl nagy sírja és koporsója is azt mutatja, hogy beérte a hagyományos szereppel.
Miután férje meghalt, az általános gyakorlatnak megfelelően Hatsepszut lett mostohafia, III. Thotmesz régense. Úgy tűnik, hogy az első pár évben beérte ezzel a szereppel. Nem tudni, pontosan mikor vette át teljesen a hatalmat, csak az bizonyos, hogy kormányzása hetedik évének végén már-már fáraóként uralkodott. A dinasztia korábbi fáraóinál nagyobb építkezésekbe fogott; ezt megkönnyítette az a tény, hogy uralkodása nagy részében béke honolt a birodalomban. A legtöbb épületet Thébában emelte, tovább bővítve a karnaki és a luxori templomegyüttest (a Luxorban emelt épületeinek többségét később újabbakkal váltották fel). Építkezett északabbra is: Memphisznél egy alabástrom szfinxe került elő, Közép-Egyiptomban a ma Szpeosz Artemidosz néven ismert sziklaszentély épült (az ezen a vidéken tisztelt Pahet oroszlánistennőnek) és helyreállítottak több, a hükszósz háborúk idején romlásnak indult templomot is.
Az ő halotti templomának épült a híres, teraszos Dejr el-Bahari-i templom, ami arányos szépségével az ókori egyiptomi templomépítészet egyik legszebb épülete. Falain megörökítik Hatsepszut isteni származását és a távoli Punt országába indított kereskedelmi expedícióját. Hatsepszut múmiáját, amit dajkája, Szitré sírjában találtak meg a Királyok völgyében, 2007-ben sikerült azonosítani.
Egyiptomban a férfiak és nők közötti általános egyenlőség ellenére a Ptolemaida-dinasztia előtti időkből Hatsepszuton kívül csak néhány fáraónőt ismerünk: az óbirodalom utolsó uralkodóját, a legendák ködébe vesző Neithiqretet (Nitókriszt), a középbirodalom utolsó uralkodóját, Szobeknoferurét, valamint a XIX. dinasztia utolsó fáraóját, Tauszertet – mindhárman dinasztiájuk utolsó tagjai voltak, és csak rövid ideig uralkodtak –, valamint az Ehnatonnal rövid ideig társuralkodó Nofernoferuatont. A fáraók feleségei nagy befolyással bírtak és gyakran kerültek régensi, kormányzói pozícióba, azonban az uralkodói szertartásrend bizonyos elemeit csak férfiak tudták ellátni, ezért kerülhetett sor oly ritkán arra, hogy nő kerüljön a királyi hivatalba.

## Családi háttere
I. Thotmesz fáraó lányaként született. Apja feltehetőleg nem volt királyi származású; elődjének, I. Amenhotepnek nem született gyermeke, ezért őt jelölte ki utódjának. Thotmesz feleségül vette Mutnofretet, aki feltehetőleg Amenhotep testvére volt, főfeleségének azonban Ahmeszt tette meg, akiről nem tudni, a saját testvére vagy a királyi család egy távolabbi tagja volt.
Hatsepszut gyermekkoráról nem sokat tudni. Több helyen is hangoztatta, hogy nem testvére, hanem ő volt apjuk kijelölt örököse, ez valószínűleg csak propaganda, és Hatsepszut a hercegnőknek kijáró szokásos nevelést kaphatta, mely arra készítette fel, hogy királyné legyen. Dajkáját, Szitrét minden bizonnyal nagyon szerette, mert később szobrot emelt neki halotti templomában, és abban a megtiszteltetésben is részesítette, hogy a Királyok völgyében készíttetett sírt neki, ahová mindaddig csak az uralkodócsalád tagjait temették el.
Thotmesznek Ahmesztől Hatsepszuton kívül még egy leánya volt, Noferubiti, aki fiatalon meghalt. Fiai közül szintén még apja halála előtt meghalt az elsőszülött Amenmosze, valamint Uadzsmesz, akikről nem tudni pontosan, melyik királyné szülte őket. Egyetlen életben maradt fia, II. Thotmesz, Mutnofret gyermeke követte a trónon, mikor tizenkét évnyi uralkodás után meghalt. A hagyomány értelmében II. Thotmesz feleségül vette féltestvérét, Hatsepszutot, aki pár évvel idősebb lehetett nála.

## II. Thotmesz uralkodása alatt
Testvére kb. tizenhárom éves uralkodása alatt Hatsepszut hagyományos királynéi címeket viselt; felvette továbbá „az isten felesége” címet is, melyet elsőként a dinasztia egyik ősanyja, Ahmesz-Nofertari viselt, és azóta öröklődött a családban. Egy korabeli sztélén, mely férjével, valamint anyjával, Ahmesszel együtt ábrázolja, alakja szerényen meghúzódik mellettük. Az ebben az időben készült, nem túl nagyméretű első sírja és koporsója is azt mutatja, hogy beérte a hagyományos szereppel. Mindez azonban nem jelenti, hogy passzívan a háttérben maradt volna; a XVIII. dinasztia királynéi már őelőtte is befolyással voltak a kor politikai életére, és valószínűleg ő is jelentős befolyást gyakorolt arra.
Hatsepszutnak egyetlen gyermeke ismert, Nofruré hercegnő. Thotmesznek egy mellékfeleségétől vagy ágyasától, Iszettől azonban született egy fia is, a későbbi III. Thotmesz.

## Uralkodása

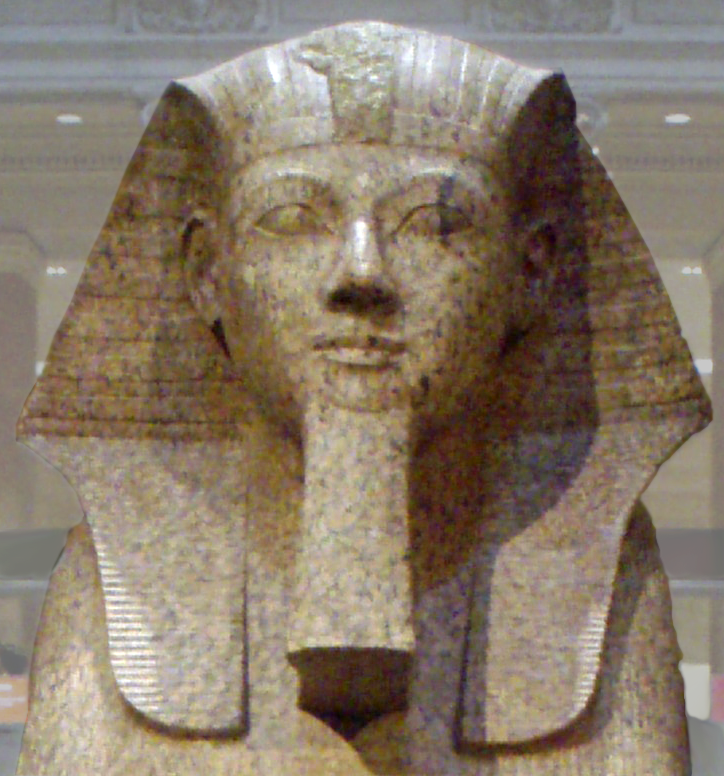
Gránitszfinx Hatsepszut arcvonásaival

### Trónra lépése
Mikor férje meghalt, az általános gyakorlat értelmében Hatsepszut lett a régens mostohafia, III. Thotmesz mellett. A királyné ekkor körülbelül harmincéves lehetett. Az első pár évben úgy tűnik, be is érte ezzel a szereppel. Nem tudni, pontosan mikor vette át teljesen a hatalmat, csak az biztos, hogy a hetedik uralkodási év végén már-már fáraóként uralkodott.
Hatsepszut fokozatosan haladhatott a hatalomátvétel felé. Régenssége időszaka alatt gyakorlatilag már csak nevében nem volt fáraó, de hogy a hatalommal járó címeket is felvehesse, további támogatásra volt szükség, mégpedig az istenek részéről. Deir el-Bahari-i templomának képei az elsők, melyek részletesen bemutatják a később hivatalossá váló propagandát, miszerint a jövendő fáraót maga a főisten, Ámon nemzette úgy, hogy meglátogatta a királynét annak férje képében. Hatsepszut egyben azt is kijelentette, hogy apja, I. Thotmesz őt jelölte ki örökösének, és még életében kinevezte társuralkodóvá. A valóságban azonban erre nincsen semmi bizonyíték.

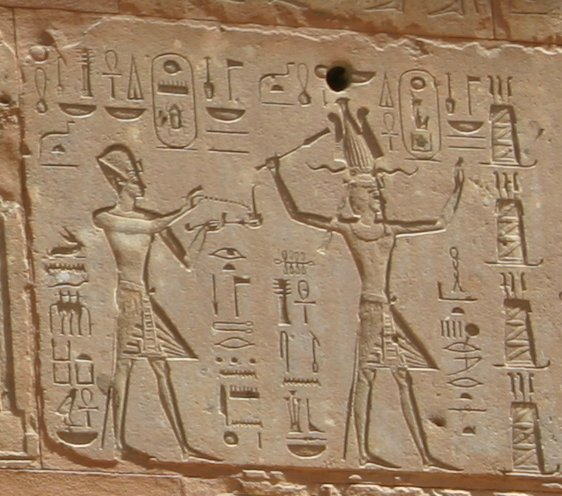
Hatsepszut és III. Thotmesz

A Hatsepszut által a karnaki templomban emeltetett ún. vörös kápolna még több információt nyújt a királynő trónra lépésének körülményeiről. Ennek feliratai szerint a társuralkodás második évében az Opet-ünnep körmenetén Ámon isten szobra Hatsepszutot jelölte ki uralkodónak. Sajnos nem tudni, milyen társuralkodást említ a szöveg – amennyiben I. Thotmesz és Hatsepszut a valóságban nem létező társuralkodását, úgy az egész szöveg fiktív lehet, amennyiben azonban arra az időre utal, amikor Hatsepszut régens volt III. Thotmesz mellett, akkor Hatsepszut koronázása nagyjából erre az időre tehető.
Nem tudni pontosan, mi késztette Hatsepszutot a teljes hatalomátvételre. Amennyiben a korábbi feltételezések igazak, és hatalomra vágyó nő volt, akinek frusztrált, hogy másodrendű szerepet kellett játszania az uralkodásra alkalmatlanabb öccse, majd gyermekkorú mostohafia mellett, akkor semmi nem magyarázza meg, miért bánt tisztelettel a társuralkodójának tartott III. Thotmesszel, és miért biztatta arra, hogy a hadseregben kezdjen karriert, kockáztatva ezzel, hogy Thotmesz maga mellé állíthatja a katonaságot. Az sem valószínű, hogy Thotmesz, aki később Egyiptom egyik legnagyobb harcos fáraója volt, húsz éven keresztül eltűrte volna, hogy mostohaanyja uralkodjon helyette. Valószínűbb, hogy Thotmesznek nem volt kifogása a társuralkodás ellen. Lehetséges, hogy Hatsepszutot egy fel nem jegyzett, a királyi család biztonságát veszélybe sodró esemény késztette erre a radikális lépésre.

### Építkezései

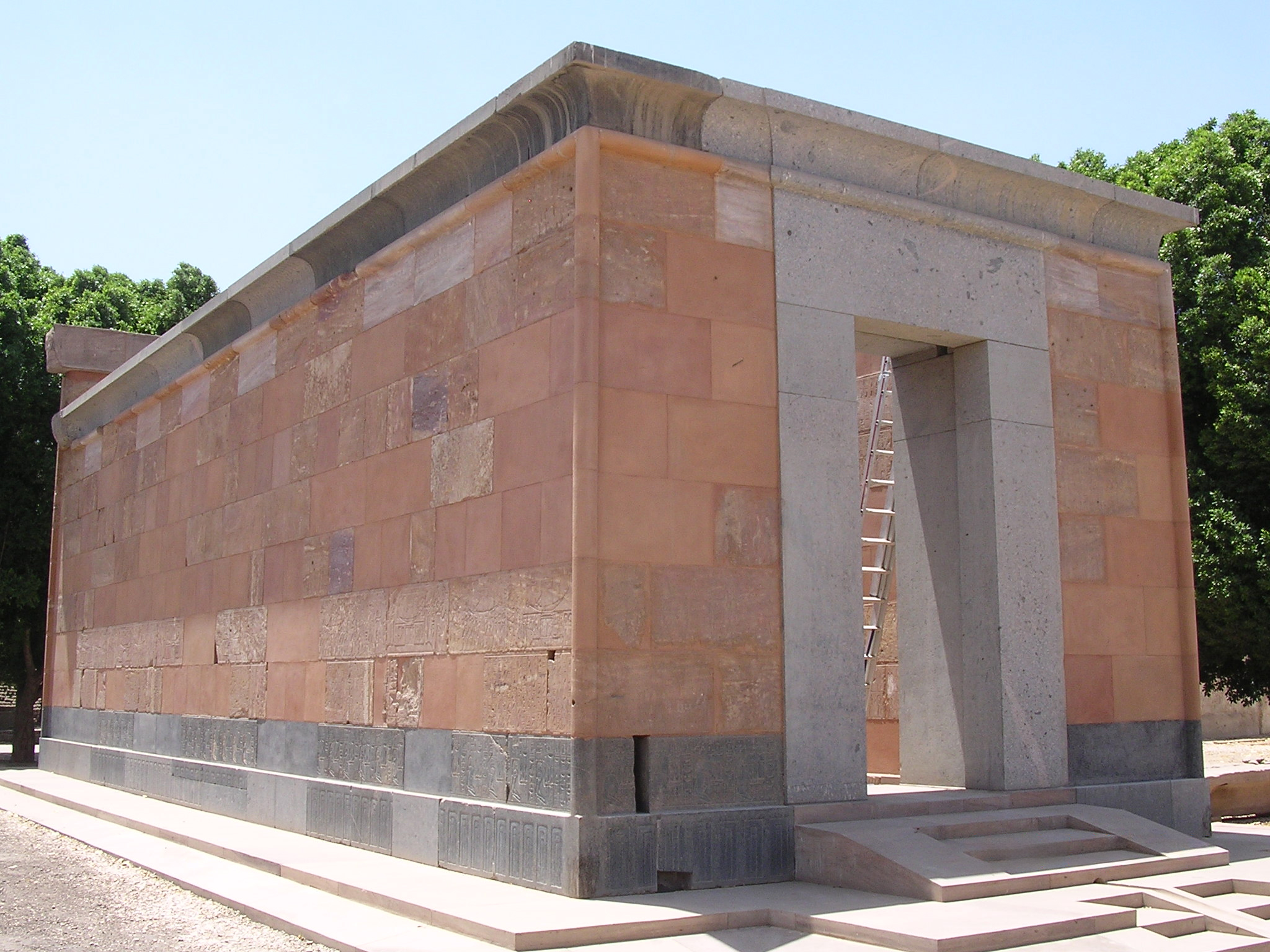
Hatsepszut rekonstruált vörös kápolnája a karnaki szabadtéri múzeumban

Építkezések terén Hatsepszut túlszárnyalta a dinasztia korábbi fáraóit; ebben segítségére volt az is, hogy uralkodása nagy részében béke honolt a birodalomban. A legtöbb épületet Thébában emelte, ahol az ő uralkodása alatt is tovább bővült a karnaki és a luxori templom (a Luxorban emelt épületei nagy részét azonban azóta újabbak váltották fel), de északabbra is építkezett; Memphisznél egy alabástromszfinxe került elő, Közép-Egyiptomban a ma Szpeosz Artemidosz néven ismert sziklaszentély épült (az ezen a vidéken tisztelt Pahet oroszlánistennő számára), valamint több, a hükszósz háborúk idején romlásnak indult templomot is helyreállítottak. Ábrázolásain Hatsepszut a fáraói hatalom minden jelvényét viseli, köztük az álszakállt is, de arcvonásai nőiesek.
Hatsepszut uralkodása alatt épült a Medinet Habu-i ún. Kis templom magja. A templomot a későbbiekben több uralkodó is bővíttette, egészen a római korig.

#### Karnak
A karnaki templomhoz Hatsepszut uralkodása alatt épült az új, déli bejárat, a 8. pülón, valamint építtetett itt egy palotát is és kvarcitból egy bárkaszentélyt Ámon szent bárkája számára.
Hatsepszut egy sztéléjén örökítette meg, hogy két obeliszket ajándékozott Ámonnak Karnakban. Ezeket apja emlékére emelte, és a 4. és az 5. pülón közt állíttatta fel. A sztélén Ámon, a két obeliszk, valamint a férfiként ábrázolt Hatsepszut reliefje látható, mellettük a szöveg beszámol az obeliszk állításáról („az [obeliszkek] teteje az eget veri, és beragyogja a Két Földet, akár a napkorong”), illetve Ámon szavairól Hatsepszutnak: „A Két Föld trónjai urának, Ámonnak a szavai test szerint való leányához, Hatsepszuthoz: Neked adom a Két Föld királyságát évmilliókra Hórusz trónján, szilárdan, mint Ré.”
Az obeliszkpár egyik tagja ma is áll, ez 29,56 méter magas és 325 tonna tömegű. Ez az obeliszk jelenleg is Karnakban található; a ma is álló óegyiptomi obeliszkek közül magasságban csak III. Thotmesz egyik obeliszkje előzi meg, amelyet Rómába szállítottak.
Hatsepszut két másik obeliszket is emelt Karnakban, de ezek mára eltűntek.

#### Dejr el-Bahari

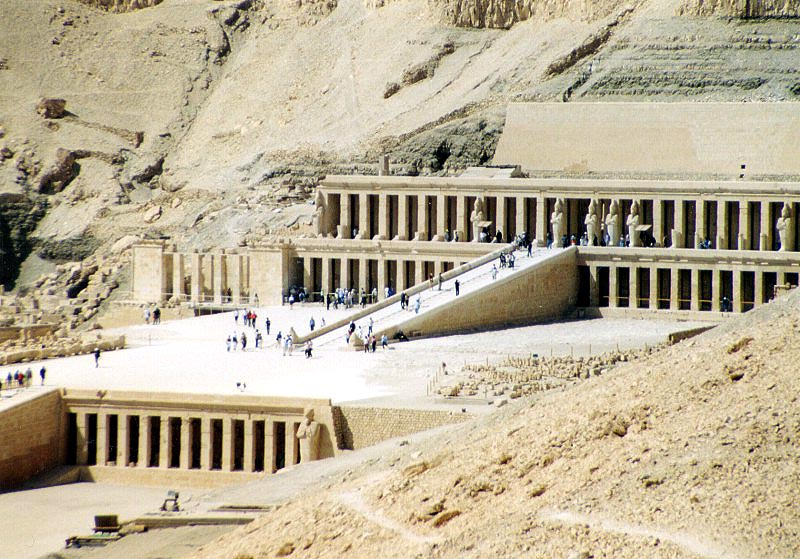
Hatsepszut Deir el-Bahari-i temploma

Leghíresebb építménye a gyönyörű halotti templom Dejr el-Bahari-ban. Az ókorban Dzseszer-dzseszeru, azaz „A szentek szentje” néven ismert templomot a középbirodalmi II. Montuhotepnek a közelben álló, hasonlóan teraszos temploma ihlette. Falain a jelenetek Hatsepszut életének és uralkodásának főbb eseményeit elevenítik fel – a fáraónő istentől fogantatása, születése és koronázása, vallási ünnepek, núbiai lázongások leverése, a punti kereskedelmi expedíció. A templomban kápolnákat emeltek többek között Hatsepszutnak, I. Thotmesznek és Hathornak is.

### Külpolitikája
Hatsepszut uralkodása alatt jelentősebb hadjáratok nem zajlottak, csak néhány núbiai felkelést kellett leverni. Virágzott a kereskedelem, melynek legékesebb példája a Dejr el-Bahari-i templomban is megörökített expedíció Puntba, ami valahol a mai Szomália környékén helyezkedhetett el. Puntból többek közt arany, fák és tömjén érkeztek. Megnőtt az egzotikus áruk iránti igény, a magánsírokban elefántcsontot, párducbőröket és élő elefántokat ábrázoltak.
Ezzel párhuzamosan az Égei-tenger vidékével való kereskedelem hanyatlani látszott; továbbra is érkezett ugyan kerámia, de feltehetőleg már csak közvetítéssel.

### Udvara
Hatsepszut uralkodása alatt nagyban megnőtt a templomoknak adományozott magánszobrok és a díszes thébai és szakkarai magánsírok száma, ami azt mutatja, a királynő bőkezűen bánt udvaroncaival. A nemesek közt kiemelkedően fontos szerepet tölt be Szenenmut, aki többek közt az építkezések vezetője, a Dzseszer-dzseszeru templom tervezője, Ámon magtárainak felügyelője és Nofruré hercegnő nevelője volt. Hogy Hatsepszut és Szenenmut kapcsolata mennyire volt közeli, arról valószínűleg már a kortársak is találgathattak; egy korabeli magánsírban fennmaradt falfirka nem sokat bíz a képzeletre.
Több olyan nemes is szolgálta Hatsepszutot, akik a korábbi fáraókat is, köztük az idős katona, Jahmesz Pennehbet és Ineni főépítész. A karnaki építkezéseket Szenenmut mellett Ámon főpapja, Hapuszeneb, Ámon második prófétája, Paiemré és a kincstárnok, Dzsehuti irányították.

## Halála, sírja és múmiája
Hatsepszut uralkodása 22. évében, a hatodik hónap 10. napján halt meg. III. Thotmesz immár egyedül kormányzott tovább. Nofruré valószínűleg már korábban meghalt; vitatott, valaha is feleségül ment-e Thotmeszhez.

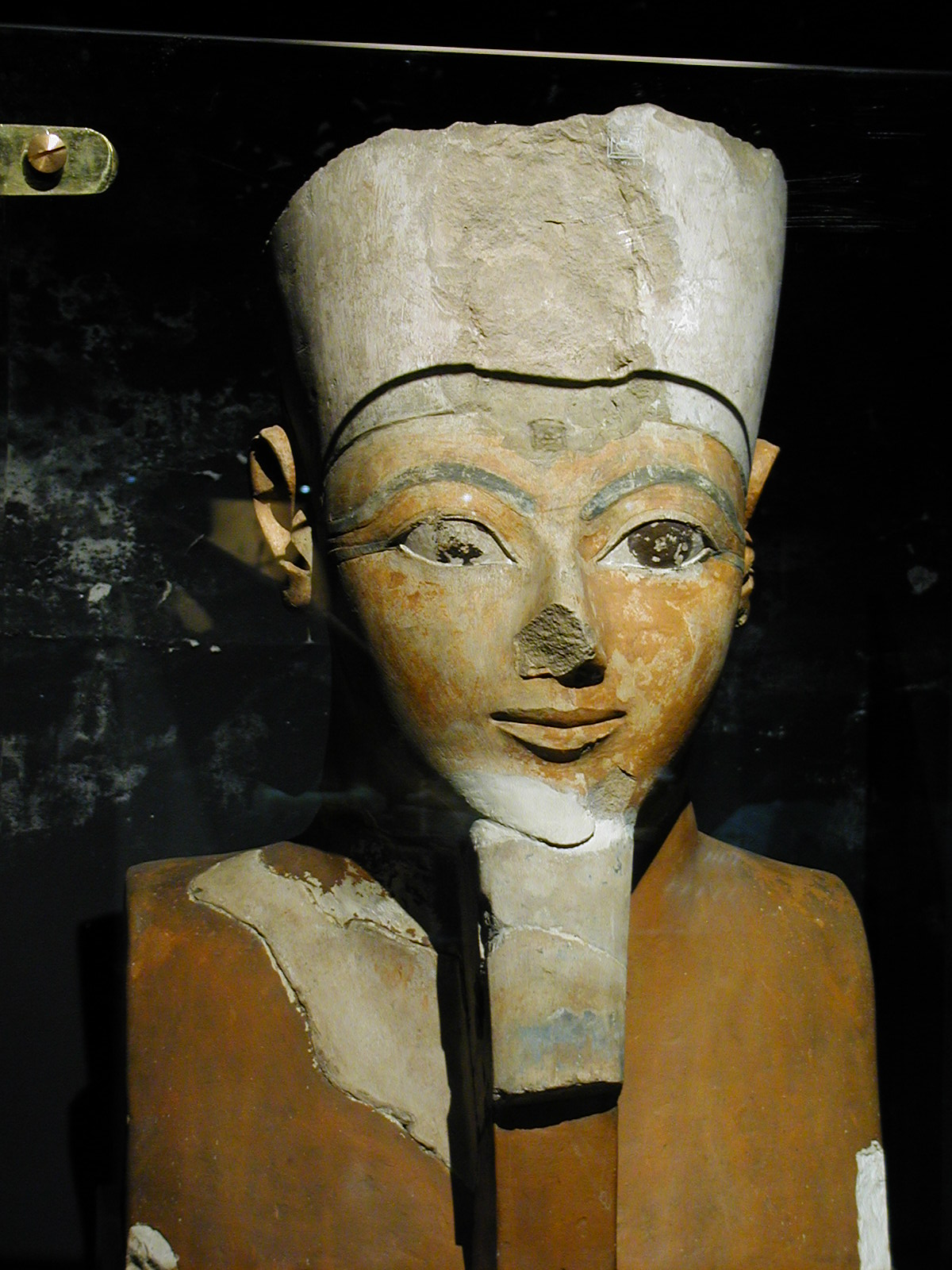
Hatsepszut

Hatsepszut korábban, amikor még testvére mellett volt királyné, egy egyszerűbb sírt (WA D) építtetett Vádi Szikkat Taka ez-Zeidánál (a Királynék völgye csak később vált az uralkodók feleségeinek temetkezési helyévé), fáraóként azonban nagyobb és díszesebb  sírt akart magának a Királyok völgyében. A KV20-as sír, melyet Hatsepszut sírjaként azonosítottak, eredetileg I. Thotmesz sírjának épült, Hatsepszut pedig kibővíttette, hogy ő is apja mellé temetkezhessen. Thotmesz testét később unokája a KV38-as sírban temette újra.
A KV20-as sírt még az ókorban kirabolták, Hatsepszut temetkezési kellékei különféle helyekről kerültek elő – fából készült anthropoid koporsójának darabja a KV4-es sírból, mely a XIX. dinasztia utolsó fáraója, XI. Ramszesz sírja volt; egy táblás játék és egy ágy vagy kanapé darabjai pedig a DB320-as rejtekhelyről, ahová számos királyi múmiát szállítottak a sírrablók elől. Az évek során több múmiáról felmerült, hogy az övé, többek közt a DB320-ban talált egyik azonosítatlan női múmiáról, valamint a KV35-ös sírban talált ún. Idősebb hölgy és Fiatalabb hölgy nevű múmiáról – róluk 2010-ben DNS-vizsgálat bizonyította, hogy egyikük Tije királyné, a másik pedig az ő lánya –, illetve a dajkája, Szitré múmiája mellett a KV60-as sírban talált másik női holttestről. 2006 márciusában Zahi Hawass bejelentette, hogy a kairói Egyiptomi Múzeum egyik múmiáját azonosította Hatsepszut múmiájaként, utána azonban más hír nem érkezett erről.
2007. június 26-án bejelentették, hogy valószínűleg sikerült azonosítani Hatsepszut múmiájaként a KV60-as sír eddig azonosítatlan múmiáját, annak alapján, hogy a múmiát királyi pózban temették el, egy fog pedig, melyet 1881-ben egy Hatsepszut nevével ellátott fadobozban találtak, minden kétséget kizáróan ennek a múmiának a szájából származik. Az azonosítást a DNS-vizsgálatok is megerősítették. Komputertomográfiás vizsgálatok azt mutatják, Hatsepszut az ötvenes éveiben hunyt el, előrehaladott csontrákban. A múmián látszik, hogy halálakor Hatsepszut erősen elhízott testalkatú volt, megjelenése kevéssé volt uralkodói; többek közt ezért volt, hogy Zahi Hawass eredetileg ezt a múmiát vélte Szitré, a dajka múmiájának, és nem ismerte fel benne Hatsepszutot.
Sokáig úgy tartották, a Hatsepszut uralkodása alatt háttérbe szorult III. Thotmesz trónra lépve azzal állt bosszút mostohaanyján, hogy annak nevét és képmásait mindenhonnan kivésette, hogy kitörölje emlékezetét a történelemből. Ez az elmélet ma már nem állja meg a helyét, mivel Thotmesz egyrészt a hadsereg támogatásával sokkal korábban is letaszíthatta volna a trónról Hatsepszutot és átvehette volna a hatalmat, másrészt a legutóbbi vizsgálatok szerint Hatsepszut nevét nem azonnal Thotmesz trónra lépése után, hanem jó két évtizeddel később, a 42. uralkodási év után tüntették el. Lehetséges, hogy Thotmesz csak ekkoriban döntött úgy, nem akarja, hogy az utókor szemében úgy maradjon fenn, mint aki húsz évig mostohaanyja mögé háttérbe szorulva élt; elképzelhető az is, hogy a maattal, a fennálló renddel ellentétesnek tartotta, hogy nő uralkodott Egyiptomban, ezért igyekezett minden nyomát eltüntetni; személyes ellenérzés szinte biztos, hogy nem motiválta.

## Az irodalomban
Hatsepszutról szólnak a következő regények:
- Ghyczy-Dráveczky Zsuzsa: Asszony a fáraók trónján
- Pauline Gedge: A hajnal gyermeke
- Paul Doherty Amerotke-sorozatában az egyik mellékszereplő
- Violaine Vanoyeke: A fáraónő 1-3.
- Hornyák András: Az északi szél édes fuvallata
- Fabian Lenk: Összeesküvés a Holtak Városában (Idődetektívek sorozat 1. kötet)

## Érdekességek
- Hatsepszuton kívül a Ptolemaida-dinasztiát megelőzően csak három női fáraó ismert: az óbirodalom utolsó uralkodója, a legendák ködébe vesző Neithikret (Nitókrisz), a középbirodalom utolsó uralkodója, Szobeknoferuré, valamint a XIX. dinasztia utolsó fáraója, Tauszert, ők azonban mind dinasztiájuk utolsó tagja voltak, és csak rövid ideig uralkodtak.
- Sokáig Hatsepszut kisebbik lányának hitték III. Thotmesz későbbi feleségét, Meritré-Hatsepszutot, mára azonban bebizonyosodott, hogy nem volt az.
- 1960-ban róla nevezték el a 2436 Hatshepsut kisbolygót, melyet Cornelis Johannes van Houten, Ingrid van Houten-Groeneveld és Tom Gehrels fedezett fel.

## Név, titulatúra
Címei királynéként: Szeretett nagy királyi hitves (ḥm.t-nỉswt wr.t mrỉỉ.t=f), Egy a fehér koronával (ẖnm.t-nfr-ḥḏ.t), A Két Föld asszonya (ḥnwt-t3.wỉ), Nagy kegyben álló (wr.t-ḥzwt), Örökös hercegnő (ỉrỉỉ.t-pˁt), A király nővére (zn.t-nỉswt), Az isten felesége (ḥm.t-nṯr).
A fáraók titulatúrájának magyarázatát és történetét lásd az Ötelemű titulatúra szócikkben.
| G5 |

| G5 |

| wsr | s | X1 · D28 | D28 · D28 |

| wsr | s | X1 · D28 | D28 · D28 |

| wsr | s | X1 · D28 | D28 · D28 |

| wsr | s | X1 · D28 | D28 · D28 |

| G5 |

| G5 |

| wsr | s | X1 · D28 | D28 · D28 |

| wsr | s | X1 · D28 | D28 · D28 |

| wsr | s | X1 · D28 | D28 · D28 |

| wsr | s | X1 · D28 | D28 · D28 |

| G16 |

| G16 |

| M13 | X1 | M4 | M4 | M4 |

| M13 | X1 | M4 | M4 | M4 |

| G16 |

| G16 |

| M13 | X1 | M4 | M4 | M4 |

| M13 | X1 | M4 | M4 | M4 |

| G8 |

| G8 |

| nTr | t | xa · Z2 |

| nTr | t | xa · Z2 |

| G8 |

| G8 |

| nTr | t | xa · Z2 |

| nTr | t | xa · Z2 |

| M23 | L2 |

| M23 | L2 |

| ra | mAat | kA |

| ra | mAat | kA |

| ra | mAat | kA |

| ra | mAat | kA |

| ra | mAat | kA |

| ra | mAat | kA |

| ra | mAat | kA |

| ra | mAat | kA |

| M23 | L2 |

| M23 | L2 |

| ra | mAat | kA |

| ra | mAat | kA |

| ra | mAat | kA |

| ra | mAat | kA |

| ra | mAat | kA |

| ra | mAat | kA |

| ra | mAat | kA |

| ra | mAat | kA |

| G39 | N5 | \| \| |
|     |    |       |

|  |

| G39 | N5 | \| \| |
|     |    |       |

|  |

| i | mn · n | W9 · t | F4 · t | A51 |

| i | mn · n | W9 · t | F4 · t | A51 |

| i | mn · n | W9 · t | F4 · t | A51 |

| i | mn · n | W9 · t | F4 · t | A51 |

| i | mn · n | W9 · t | F4 · t | A51 |

| i | mn · n | W9 · t | F4 · t | A51 |

| i | mn · n | W9 · t | F4 · t | A51 |

| i | mn · n | W9 · t | F4 · t | A51 |

| G39 | N5 | \| \| |
|     |    |       |

|  |

| G39 | N5 | \| \| |
|     |    |       |

|  |

| i | mn · n | W9 · t | F4 · t | A51 |

| i | mn · n | W9 · t | F4 · t | A51 |

| i | mn · n | W9 · t | F4 · t | A51 |

| i | mn · n | W9 · t | F4 · t | A51 |

| i | mn · n | W9 · t | F4 · t | A51 |

| i | mn · n | W9 · t | F4 · t | A51 |

| i | mn · n | W9 · t | F4 · t | A51 |

| i | mn · n | W9 · t | F4 · t | A51 |